# 워킹 데드 (드라마)
워킹 데드(The Walking Dead)는 미국의 텔레비전 드라마로, 같은 이름의 만화책 시리즈를 기반으로 하고 있다. 좀비로 가득한 세상에서 살아남은 생존자들의 사투를 그린 드라마로 미국 케이블TV 최고 시청률을 기록하는 등 인기리에 시리즈를 이어가고 있다. 동명의 게임과 관련상품이 다수 출시되었다. 시즌 11이 2022년 2월 28일부터 현재까지 미국 AMC에서 방영되고 있다.

## 시리즈 개요

### 시즌 1 (2010)
보안관 릭 그라임즈는 범죄자와 다툼을 벌이던 도중 총상을 입게 된다. 그는 몇 달 뒤 폐허가 된 병원에서 깨어나게 된다. 중간에 미리 "이것은 좀비 드라마입니다"를 말하는 복선이 있는데, 카페테리아 속에서 "이 안에는 사자(死者)가 있음"이라는 문구와 함께 판자와 자물쇠 등으로 문이 막혀 있다거나 복도에 뜯어 먹힌 사람의 시체가 총탄이 튄 흔적들 등이 그것이다. 병원에서 나온 릭은 "워커" 또는 "무는 이들" 따위로 불리는 좀비들로 인해 종말이 된듯한 세상을 발견하게 된다. 그는 자신의 집으로 돌아가 아내와 아들을 찾기 시작했고 모건과 모건의 아들 듀안이라는 생존자를 만나게 된다. 릭을 처음 만난 모건 부자는 릭을 믿지 않고 감염자로 착각 하지만 자신들의 집으로 데려가 병원에 잠들어 있던 몇 달 간에 일어난 상황을 설명해 준다. 모건은 사람이 죽고 몇 분 뒤면 모든 기억과 지적 능력을 잃은 채로 되살아나 사람을 포함해 살아있는 모든 생명체를 물고 먹음으로써 알 수 없는 바이러스를 옮긴다고 릭에게 말해준다. 모건의 아내는 이미 좀비가 되어버렸고 가끔 모건의 집으로 찾아오지만 모건은 차마 그녀를 죽이지 못한다. 릭과 모건 듀안은 릭의 보안관 사무소에서 무기와 총탄을 회수한다. 릭은 아틀란타로 떠나고 모건과 듀안은 그곳에 남게 된다. 우여곡절 끝에 도착한 아틀란타. 그러나 아틀란타는 이미 워커들로 뒤덮여 있었고 곧 릭 또한 좀비 떼들에 포위되고 만다. 하지만 그곳에 있던 글렌에게 구조를 받은 후 릭은 백화점 주변에 숨어있던 글렌의 동료들(안드레아, T-Dog, 모랄레스 그리고 Jacqui)을 만나게 된다. 워커들은 백화점으로 몰려들었고 머를 딕슨은 뒤로 한 채 달아나게 만들었다. 머를 딕슨은 예측할 수 없고 폭력적인 멤버로서 릭이 옥상에서 파이프에 수갑을 채워 놓았었고 T-Dog이 키를 잃어버린 뒤였다.
아틀란타에서 몇 마일 거리에서 릭의 아내 로리와 그녀의 아들 칼은 릭의 가장 친한 친구이자 보안관 동료인 셰인과 함께 캠프에서 지내고 있었다. 그곳에는 캠프에서 지내고 있던 안드레아의 여동생 에이미와 데일의 캠핑카가 있었고 캐롤과 그의 남편 에드, 그리고 딸 소피아와 정비공 짐이 있었다. 릭은 자신의 가족이 글렌의 그룹의 일원이라는 사실을 모르고 있었다. 셰인은 로리에게 의도치 않게 릭이 죽었다고 믿게 만들었고 또한 자신도 그렇게 믿었다. 로리는 자신이 셰인과 불륜을 하고 있다고 생각하고 있었다.
릭은 눈물겹게 그의 가족과 다시 뭉치게 되고 그룹에서 함께 지내면서 셰인과 함께 지휘권을 나누게 된다. 릭이 살아있다는 것을 알고난 직후부터 로리는 셰인과의 관계를 끊게 된다. 릭은 자신이 남겨두고온 무기들을 찾고 머를을 구출하기 위해 글렌과 T-Dog, 그리고 머를의 동생 데릴과 함께 아틀란타로 되돌아가기로 결정한다. 그들은 머를이 자신의 손을 자르고 달아났음을 발견한다. 다시 캠프로 돌아온 그들은 캠프가 워커로부터 공격 받고 있음을 발견하고 공격이 끝나고 에드와 에이미가 죽게된다. 나중에 짐이 물렸음을 발견하게 되고 그룹은 짐을 치료할 방법을 발견하길 바라며 CDC 본부가 있는 아틀란타로 떠나기로 결정한다. 하지만 결국 절반쯤 도착했을 때 짐은 자신을 길에 죽도록 내버려 두기를 부탁한다.
CDC 에서는 에드윈 제너 박사만이 남아있었다. 그는 CDC 책임자와 부부 관계였으며 그녀가 워커에게 물린 뒤 자신의 손으로 그녀를 총으로 쏴 죽였다. 그는 병과 병의 진행 과정을 설명하기 위해 그녀가 죽고 또 죽임을 당할 때까지 몇 시간이 담긴 영상을 보여주었다. CDC의 다른 모든 직원들은 도망쳐 가족과 시간을 보내거나 자살을 선택했다. 제너는 자신이 이것이 인류의 종말이라고 믿지만 아내와의 약속을 지키기 위해 연구를 계속했다고 설명했다. 그는 이 질병이 바이러스, 박테리아, 곰팡이 균 같은 미생물 또는 기생충에 의해 또는 심지어 자연의 섭리에 의해 발생한다고 추측했다.
제너는 자신이 치료 방법을 찾을 수 없음을 인정했다. 하지만 프랑스에 CDC와 같은 기관에서 발전기가 연료가 다 떨어지기 전까지 하나를 발견하려던 찰나에 그 시설이 치명적인 병원균의 방출을 방지하기 위해 몇 상황에서 자폭하도록 설계되어 있어 자폭하고 말았다고 얘기했다. 아틀란타 CDC 의 발전기의 연료의 부족은 곧 모든 시설과 그 안에 있는 사람을 파괴하도록 만든 프로토콜을 작동시킬 것 이었다. 제너와 Jacqui는 안에 남아있기로 결정했다. 엔드레아도 뒤늦게 남아있기로 결정한다. 하지만 데일은 그녀에게 떠나자고 설득하고 릭과 동료들이 빠져 나올 때 제너는 릭의 귀에 무언가를 속삭이고 릭은 충격 받은 듯한 표정을 짓는다. 동료들은 건물이 폭발하기 바로 전 탈출에 성공한다.

### 시즌 2 (2011 ~ 2012)
시즌 2는 릭과 그룹이 CDC를 탈출하면서 시작한다. 그룹은 Fort Benning를 다음 목적지로 선택하였고 길을 가던 도중 85번 도로에서 교통 체증을 연상케 하는 버려진 차들과 접하게 된다. 그룹이 몇몇의 차량을 탐색하던 도중 거대한 좀비 떼가 그룹 쪽으로 다가왔고 그룹은 차량 밑으로 급히 숨게 된다. 워커는 소피아를 쫓았고 다른 워커 무리도 숲속으로 소피아를 뒤쫓았다. 릭은 소피아를 찾았지만 워커들을 빼내던 중 또 다시 잃게 된다. 그룹이 소피아를 찾는 동안 사냥꾼 오티스는 사슴을 사냥하던 도중 실수로 칼을 쏘게 되고 칼을 돕기 위해 오티스는 릭과 셰인을 설득해 수의사 허셸의 크고 고립된 농장으로 칼을 데려갔다. 셰인과 오티스는 의료 보급품을 구하기 위해 지역의 고등학교에 갔고 그 과정에서 셰인은 다리 부상을 입게된다. 셰인은 살아남기 위해 오티스를 총으로 쏘았고 셰인은 살아나오게 된다. 그룹은 칼이 치료를 받는 동안 농장으로 옮겨 갔고 허셸의 가족과 같이 지내기 위해 노력했다. 하지만 위험한 비밀과 반대의 의견이 긴장감을 일으켰다. 로리가 임신을 했다는 사실이 알려졌고(릭과 셰인 둘중 누가 아이의 아빠인지 정확히 밝혀진 바 없다) 글렌은 허셸의 맏 딸인 메기와 로멘틱한 관계를 맺게 된다. 데일과 릭은 셰인의 이기적이고 오티스의 죽음을 포함한 무책임함에 맞닥들이게 된다. 글렌은 또한 헛간이 허셸의 가족과 이웃들로 이루어진 워커들로 가득 차있다는것을 알게 된다. 화가난 셰인은 워커들을 풀고 닥치는 대로 죽이기 시작했다. 거기에는 소피아 또한 포함되어 있었고 릭이 쏴 죽이게 된다.
허셸의 막내 딸 베스는 헛간 사건 때 워커로 변한 그녀의 엄마에게 물릴 뻔 하여 큰 충격을 받게 된다. 허셸은 바깥에서 죽은 워커가 된 그의 아내와 다른 가족들과 친구들을 비통해 하며 사라졌다. 릭과 글렌은 지역의 터번에서 술을 마시고 있는 허셸을 찾았고 농장으로 되돌아 오기를 설득했다. 터번에서 그들은 두명의 다른 생존자를 만나게 된다 (데이브와 토니). 상황은 빠르게 좋지 않게 변했고 릭은 두 남자를 총으로 쏴 죽이게 된다. 죽은 남자가 속해있던 그룹은 재빨리 그들을 찾았고 바에 있던 릭과 허셸, 글렌에게 총을 겨눈다. 총성은 큰 무리의 좀비 떼를 자극했고 모든 이들을 도망가게 만들었다. 하지만 그룹에 있던 랜달 컬버는 부상을 입고 홀로 남겨지게 된다. 릭은 농장의 위치가 드러날 것을 감수하고 그를 농장으로 데려가기로 선택했다.
하지만 랜달의 거취에 대해 쉐인과 릭은 대립하게 되며 로리를 통해 로리와 쉐인의 관계를 듣고 난 후 이를 해결 하고자 한다.
랜달을 외곽에 풀어주기로 결정한 그룹은 릭과 쉐인이 랜달을 데리고 외곽으로 나왔지만 농장의 위치 발각의 위험성 때문에 랜달을 죽이고 싶어한 쉐인과 릭은 싸우게 되다.
싸우는 도중 워커들의 습격을 받게 되고 서로 도망 가는 도중 쉐인은 위기에 빠진다. 이를 본 릭은 랜달과 함께 쉐인을 구해 농장으로 복귀한다.
농장에 복귀해 랜달은 다시 가두고 농장 일원들은 랜달을 어떻게 처리해야 할지 토론하기 시작했다. 랜달을 죽이기로 결정한 후 릭이 랜달을 죽이려 하지만 끝내 죽이지 못했고 이걸 본 쉐인은 화가 나게 된다. 그리고 그날 랜달을 살려주고 싶어했던 데일은 워커의 습격으로 죽게 된다. 장례식 후 죽은 데일을 위해 다시 랜달을 풀어주려 하지만 쉐인은 몰래 랜달을 빼내 도망치게 만든 후 죽인다.
다시 돌아온 쉐인은 랜달이 자신을 죽이려 했고 총을 뺏어 달아났다고 거짓말을 한 후 릭과함께 추격에 나선다. 같이 추격에 나선 데릴과 글렌은 목이 부러진 랜달을 보고 쉐인이 죽였음을 직감한다.
추격 하는 사이 릭은 쉐인이 랜달을 죽였다는 걸 알게 되고 쉐인은 릭을 죽이고 로리와 칼을 차지하려한다.
쉐인은 릭에게 총을 겨누게 되지만 릭은 그를 진정시키는 척 하며 다가가서 쉐인의 심장을 찌른다.
쉐인을 죽여 자책하고 있는 릭을 칼이 보게 되고 워커로 변한 쉐인이 릭을 공격하려 하지만 칼이 쉐인에게 헤드샷을 날려 릭을 구한다.
그 총소리는 주변의 워커들을 농장으로 불러 모으게 되고 결국 워커들과 교전하게 된다.
교전 중에 서로 흩어진 그룹은 소피아를 잃어버린 고속도로에서 다시 만나지만 농장 인원중 몇명이 죽게되고 안드레아는 그룹과 헤어지게 된다.
숲에서 쫓기던 안드레아는 거적데기를 뒤집어쓴 사람에게 도움을 받게 되며 시즌3의 궁금증을 자아낸다.
나머지 그룹은 차로 이동 중 연료 부족으로 산길에 캠핑을 하게 되고 릭은 로리에게 자기가 쉐인을 죽였다고 이야기한다.
그리고 쉐인이 워커가 된 이유는 시즌1에서 CDC의 제너박사가 릭에게 했던 말처럼 쉐인은 이미 바이러스에 감염된 상태였기 때문이다.
그룹원은 릭에게 반감을 가지게 되지만 릭은 단호하게 '여기에 남고 싶다면 민주주의는 이제 없다'는 말과 함께 시즌2가 종료된다.

### 시즌 4 (2013 ~ 2014)
가버너와 전쟁이 끝나고 교도소는 평화롭다
릭은 농사와 돼지를 키우고 나머지 사람들은 워원회를 구성하여 우드버리 사람들과 살고 있다
패트릭이 어느 날 밤 독감에 걸려서 죽고 밤새 사람들을 공격했다
하루밤사이에 독감으로 죽어가는 전염병이 퍼지고
타이리스가 사랑하던 카렌도 독감에 걸려서 기침을 한다
그 모습을 지켜보던 누군가에 의해서 살해 당하고
흥분하는 타이리스를 진정시키며 범인을 꼭 잡겠다고 릭은 말한다
사람들을 격리하지만 점점 더 사람들은 병들어간다.
사람들의 독감 항생제를 구하기 위해
데릴과 미숀 타이리스 등은 떠나고
릭과 캐롤은 음식을 구하러 나가고
모두를 위해 캐런과 데이비드를 죽였다는 캐롤에게 릭은 떠나라고 한다
허셀과 글렌, 샤샤는 병에 걸렸지만 사람들을 구하기 위해 고군분투하고
좀비떼들에 의해 울타리는 점점 무너지고 만다
릭과 칼은 몰려오는 좀비 떼를 물리친다.

## 출연진 및 등장인물

### 주역
| 배우                   | 배역명            | 등장 시즌 | 등장 시즌     | 등장 시즌     | 등장 시즌     | 등장 시즌     | 등장 시즌     |
| 배우                   | 배역명            | 1         | 2             | 3             | 4             | 5             | 6             |
| ---------------------- | ----------------- | --------- | ------------- | ------------- | ------------- | ------------- | ------------- |
| 앤드루 링컨            | 릭 그라임스       | 주역      | 주역          | 주역          | 주역          | 주역          | 주역          |
| 존 번설                | 셰인 월시         | 주역      | 주역          | 특별출연      |               |               |               |
| 사라 웨인 콜리스       | 로리 그라임스     | 주역      | 주역          | 주역          |               |               |               |
| 로리 홀든              | 앤드리아          | 주역      | 주역          | 주역          |               |               |               |
| 제프리 더먼            | 데일 호바스       | 주역      | 주역          |               |               |               |               |
| 스티븐 연              | 글렌 리           | 주역      | 주역          | 주역          | 주역          | 주역          | 주역          |
| 챈들러 리그스          | 칼 그라임스       | 주역      | 주역          | 주역          | 주역          | 주역          | 주역          |
| 노먼 리더스            | 데릴 딕슨         | 주역      | 주역          | 주역          | 주역          | 주역          | 주역          |
| 멜리사 맥브라이드      | 캐럴 펄레티어     | 조역      | Also starring | Also starring | 주역          | 주역          | 주역          |
| 마이클 루커            | 멀 딕슨           | 조역      | Guest         | 주역          |               |               |               |
| 레니 제임스            | 모건 존스         | Guest     |               | 특별출연      |               | 조역          | 주역          |
| 로런 코언              | 메기 그린         |           | 조역          | 주역          | 주역          | 주역          | 주역          |
| 스콧 윌슨              | 허셜 그린         |           | 조역          | Also starring | 주역          |               |               |
| 에밀리 키니            | 베스 그린         |           | 조역          | 조역          | Also starring | 주역          |               |
| 다나이 구리라          | 미숀              |           | (Stand-in)    | 주역          | 주역          | 주역          | 주역          |
| 데이비드 모리시        | 주지사            |           |               | 주역          | 주역          | 특별출연      |               |
| 채드 L. 콜먼           | 타이리스          |           |               | 조역          | Also starring | 주역          |               |
| 소네쿼 마틴 그린       | 사샤 윌리암스     |           |               | 조역          | Also starring | Also starring | 주역          |
| 로런스 길리어드 주니어 | 밥 스투키         |           |               |               | Also starring | Also starring |               |
| 마이클 커들리츠        | 아브라함 포드     |           |               |               | 조역          | 주역          | 주역          |
| 조시 맥더밋            | 유진 포터 박사    |           |               |               | 조역          | Also starring | Also starring |
| 크리스티안 세라토스    | 로지타 에스피노사 |           |               |               | 조역          | Also starring | Also starring |
| 얼라나 마스터슨        | 타라 챔블러       |           |               |               | 조역          | Also starring | Also starring |
| 앤드루 J. 웨스트       | 가레스            |           |               |               | Guest         | Also starring |               |
| 세스 길리엄            | 가브리엘 스토크   |           |               |               |               | Also starring | Also starring |
| 알렉산드라 브레킨리지  | 제시 엔더슨       |           |               |               |               | 조역          | Also starring |
| 로스 마퀀드            | 에런              |           |               |               |               | 조역          | Also starring |
| 오스틴 니컬스          | 스펜서 먼로       |           |               |               |               | 조역          | Also starring |
| 토바 펠드슈            | 디애나 먼로       |           |               |               |               | 조역          | Also starring |

### 조역/단역
| 배우                   | 배역명                     | 등장 시즌 | 등장 시즌 | 등장 시즌  | 등장 시즌 | 등장 시즌 | 등장 시즌 |
| 배우                   | 배역명                     | 1         | 2         | 3          | 4         | 5         | 6         |
| ---------------------- | -------------------------- | --------- | --------- | ---------- | --------- | --------- | --------- |
| 에마 벨                | 에이미                     | 조역      |           | Voice only |           |           |           |
| Andrew Rothenberg      | 짐                         | 조역      |           | Voice only |           |           |           |
| 후안 가브리엘 파레하   | 모랄레스                   | 조역      |           |            |           |           |           |
| 아이언 싱글턴          | 시어도어 "티도그" 더글러스 | 조역      | 조역      | 조역       |           |           |           |
| Jeryl Prescott Sales   | 자키                       | 조역      |           | Voice only |           |           |           |
| 매디슨 린츠            | 소피아 펄레티어            | 조역      | 조역      |            |           |           |           |
| 애덤 미나로비치        | 에드 펄레티어              | 조역      | Guest     |            |           |           |           |
| 프루잇 테일러 빈스     | 오티스                     |           | 조역      |            |           |           |           |
| 제인 맥닐              | 퍼트리샤                   |           | 조역      |            |           |           |           |
| 제임스 앨런 매큔       | 지미                       |           | 조역      |            |           |           |           |
| 마이클 지건            | 랜들                       |           | 조역      |            |           |           |           |
| 루 테이블              | 액설                       |           |           | 조역       |           |           |           |
| 댈러스 로버트          | 밀턴 매밋                  |           |           | 조역       |           |           |           |
| 대니얼 토머스 웨이     | 앨런                       |           |           | 조역       | Guest     |           |           |
| 타일러 체이스          | 벤                         |           |           | 조역       |           |           |           |
| 호세 파블로 칸티요     | 카에사르 마르티네스        |           |           | 조역       | 조역      |           |           |
| Melissa Ponzio         | 캐런                       |           |           | 조역       | 조역      |           |           |
| 트래비스               | 셤퍼트                     |           |           | 조역       | Guest     |           |           |
| Sunkrish Bala          | 케일럽 수브라마니안 박사   |           |           |            | 조역      |           |           |
| 브라이턴 사비노        | 리지 새뮤얼스              |           |           |            | 조역      | 특별출연  |           |
| 카일라 케네디          | 마이카 새뮤얼스            |           |           |            | 조역      | 특별출연  |           |
| 빈센트 마텔라          | 패트릭                     |           |           |            | 조역      |           |           |
| 오드리 마리 앤더슨     | 릴리 챔블러                |           |           |            | 조역      |           |           |
| 메이릭 머피            | 메건 챔블러                |           |           |            | 조역      |           |           |
| 제프 코버              | 조                         |           |           |            | 조역      |           |           |
| 데니즈 크로즈비        | 메리                       |           |           |            | 조역      | Guest     |           |
| 크리스 코이            | 마틴                       |           |           |            |           | 조역      |           |
| 크리스틴 우즈          | 돈 러너 중위               |           |           |            |           | 조역      |           |
| 에릭 젠슨              | 스티븐 에드워즈 박사       |           |           |            |           | 조역      |           |
| 타일러 제임스 윌리엄스 | 노아                       |           |           |            |           | 조역      |           |
| 조던 우즈로빈슨        | 에릭 레일리                |           |           |            |           | 조역      | 조역      |
| Daniel Bonjour         | 에이든 먼로                |           |           |            |           | 조역      |           |
| 스티브 콜터            | 레지 먼로                  |           |           |            |           | 조역      |           |
| 코리 브릴              | 피트 앤더슨                |           |           |            |           | 조역      |           |
| 메이저 도드슨          | 샘 앤더슨                  |           |           |            |           | 조역      | 조역      |
| 오스틴 에이브럼스      | 론 앤더슨                  |           |           |            |           | 조역      | 조역      |
| 마이클 트레이너        | 니컬러스                   |           |           |            |           | 조역      | 조역      |
| 제이슨 더글러스        | 토빈                       |           |           |            |           | 조역      | 조역      |
| 케이틀린 네이컨        | 이니드                     |           |           |            |           | 조역      | 조역      |
| 베네딕트 새뮤얼        | 울프                       |           |           |            |           | Guest     | 조역      |
| 코리 호킨스            | 히크                       |           |           |            |           |           | 조역      |
| 켄릭 그린              | 스콧                       |           |           |            |           |           | 조역      |
| 베스 키너              | 애니                       |           |           |            |           |           | 조역      |
| 메릿 웨버              | Dr. Denise Cloyd           |           |           |            |           |           | 조역      |
| 오스틴 어멜리오        | 드와이트                   |           |           |            |           |           | 조역      |
| 톰 페인                | Paul "Jesus" Rovia         |           |           |            |           |           | 조역      |
| 잰더 버클리            | 그레고리                   |           |           |            |           |           | Guest     |
| 제프리 딘 모건         | Negan                      |           |           |            |           |           | 특별출연  |

## 일본판

### 워킹데드~일하는 좀비들~(ワーキングデッド ～働くゾンビたち～)

###### 개요
워킹데드~일하는 좀비들~(ワーキングデッド ～働くゾンビたち～)은 일본의 텔레비전 드라마이다. 방영사 BS JAPAN이고, 2014년 10월 2일부터 2014년 12월 25일까지 방영했다.

###### 줄거리
지금 일본의 직장은 뇌가 사고 정지 상태에서 마음도 아무것도 느끼지 못하고 명하신 일들 만 묵묵히 해내는 "일하는 시체"= "워킹데드 (working dead) '이 급증 ! 엉뚱한 요구 만하는 몬스터 상사 나 말한 것만을 해내 노 견해 신입 사원 ... 어느 회사에도 반드시 있는 "문제 직원"을 "워킹데드 ', 즉 좀비에 비유 생태를 소개. 현대 일본을 풍자 가득 그리는 리얼리티 풍 드라마.

#### 출연배우
호란 치아키(ホラン千秋)
후루타치 칸지(古舘寛治)
아베 미호(あべみほ)
호시나 미즈키(星名美津紀)
스즈키 후미나(鈴木ふみ奈)
다카사키 쇼코(高崎聖子)
엔도 미츠키(遠藤三貴)
쿠라모치 유카(倉持由香)
스즈키 사키(鈴木咲)
키시 아스카(岸明日香)
하카세 마이(葉加瀬)
카토 토모코(加藤智子)
츠카모토 마이(塚本舞)
요시다 사키(吉田早希)
아오야마 히카루(青山ひかる)